# Punto de descomposición
El punto de descomposición o temperatura de descomposición es la temperatura a la cual un compuesto químico sufre una termólisis, es decir, se descompone en otros más simples, sin llegar necesariamente a dividirse en los elementos químicos que lo constituyen. Se calcula a partir de la primera lectura termométrica a la que se observan signos de descomposición térmica, como la presencia de humos, cambios de coloración o variaciones erráticas de temperatura.

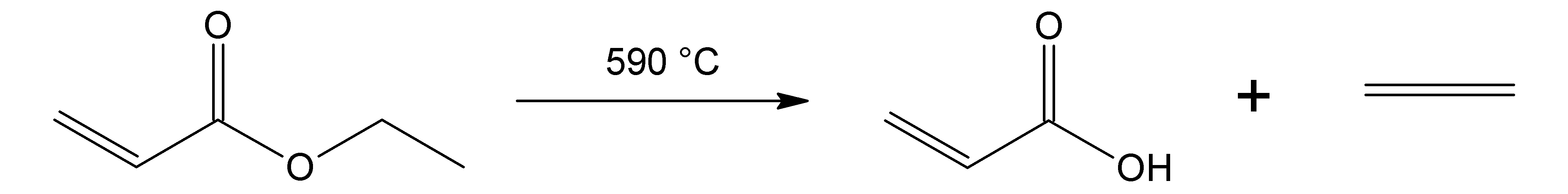
Descomposición del acrilato de etilo en ácido acrílico y etileno, a 590 °C

Estos procesos suelen ser endotérmicos (descomposición de hidratos, carbonatos...) pues se requiere energía para romper los enlaces químicos entre los átomos. En el caso de que la descomposición fuese exotérmica, podría producirse una reacción autoacelerada, de consecuencias peligrosas. Esto ocurre por ejemplo en la descomposición del peróxido de hidrógeno que libera unos 23 kcal/mol y que, por tanto, debe ser manejado y almacenado siguiendo las normas de seguridad.

## Reproducibilidad de las medidas
El punto de descomposición no es una verdadera propiedad física o química de los cuerpos pues su valor no es muy reproducible, ya que los productos de la descomposición pueden depender del tiempo y la velocidad de calentamiento, de la estructura interna del material o de otras condiciones del medio (presencia de oxígeno, humedad, etc.) No obstante, existen algunos métodos normalizados para su medición. La determinación de la temperatura de descomposición se realiza con procedimientos similares a la medición de los puntos de fusión y ebullición, o bien en cámaras de ensayos térmicos, que permiten reproducir, de forma precisa, controlada y estable, cualquier valor de temperatura.

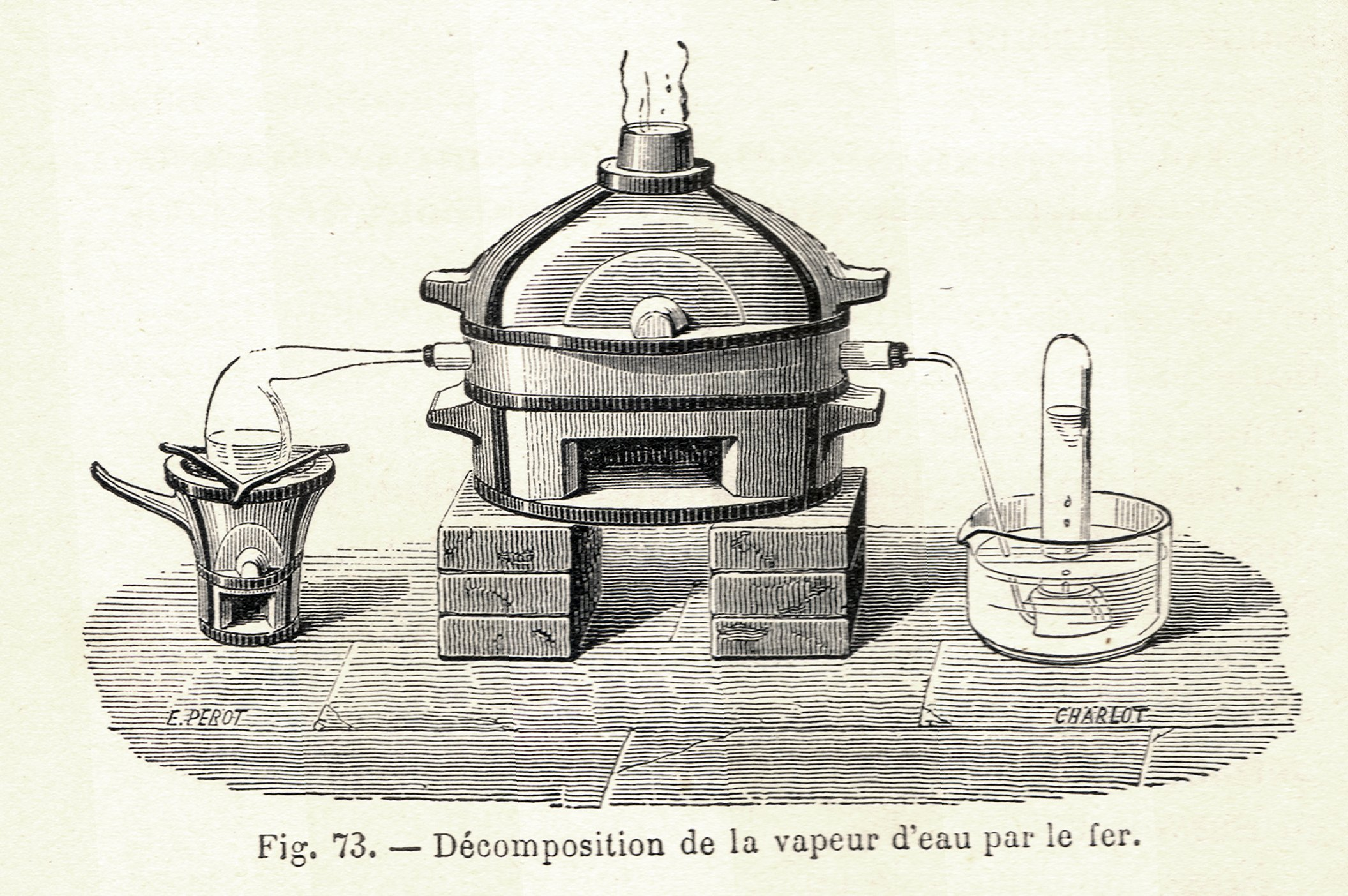
Descomposición del vapor de agua por la acción del calor, según un grabado de 1906.

## Diferencias con el punto de fusión y punto de ebullición
Existen cuerpos que, al ser calentados, se descomponen antes de experimentar la fusión o la ebullición. En estos casos, la descomposición puede confundirse con la fusión o la ebullición. 
No es lo mismo la temperatura de fusión (o intervalo de fusión para sustancias impuras) que la temperatura de descomposición. En el caso de una fusión verdadera, no se produce ningún cambio o alteración química en la sustancia. Pero cuando se calientan algunas sustancias, se producen descomposiciones antes o durante la fusión o la ebullición, y por tanto la temperatura medida no constituye su verdadero punto de fusión (o ebullición) sino su punto de descomposición o el punto de fusión (o ebullición) de la mezcla con los productos de descomposición que se van formando.

## Relaciones con otros procesos inducidos por aumentos de temperatura
Al calentar algunos compuestos químicos sufren reacciones con las sustancias del entorno (oxígeno, etc), que no pueden ser consideradas como reacciones de descomposición sino como oxidaciones, etc. 
A veces, como ocurre en la pirólisis, los productos de la descomposición sufren reacciones secundarias entre sí que originan productos más complejos que la sustancia de partida, por lo que no sería propiamente una descomposición, aunque el compuesto original sufra una degradación similar. 

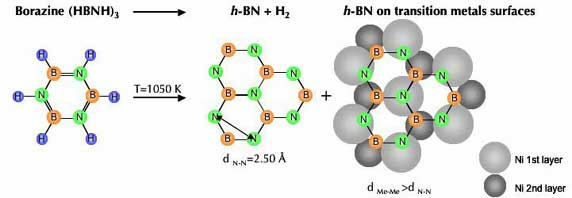
Productos de degradación de la borazina, a 1050 K

## Ejemplos de puntos de descomposición
Se observa la escasa reproducibilidad de las medidas y la dependencia de las condiciones de la muestra y el medio.
| Sustancia                                  | Punto de descomposición (condiciones) | Productos de la descomposición |
| ------------------------------------------ | ------------------------------------- | ------------------------------ |
| Carbonato de calcio (partículas de 20 μm)  | 700 °C (2 horas)                      | CO2 + CaO                      |
| Carbonato de calcio (partículas de 20 μm)  | 725 °C (minutos)                      | CO2 + CaO                      |
| Carbonato de calcio (partículas de 1,5 μm) | 500 °C (minutos)                      | CO2 + CaO                      |
| Carbonato de magnesio                      | 200 °C                                | CO2 + MgO                      |
| Vapor de agua                              | 2200 °C (sólo el 3%)                  | H2 + O2                        |
| Vapor de agua                              | 100 °C (50% descomp.)                 | H2 + O2                        |
| Nitrato de amonio                          | 169 a 210 °C                          | HNO3 + NH3                     |
| Nitrato de amonio                          | 100 °C                                | HNO3 + NH3                     |